# Chris Vrenna
Chris A. Vrenna (ur. 23 lutego 1967 w Erie w stanie Pensylwania) – amerykański muzyk, producent muzyczny, wokalista, kompozytor i multiinstrumentalista.
Vrenna znany jest ze współpracy z takimi wykonawcami jak P.O.D., Tweaker, Nine Inch Nails, Die Warzau, Stabbing Westward, Jack Off Jill, Skinny Puppy, KMFDM czy Billy Corgan.
Od 2002 roku jest żonaty z pisarką Carrie Borzillo-Vrenna.